# 満願 (米澤穂信)
『満願』（まんがん）は、米澤穂信による日本の推理小説短編集。『小説新潮』（新潮社）および『小説すばる』（集英社）などでの掲載を経て、新潮社より2014年3月20日刊行。第27回山本周五郎賞受賞作。2014年の「ミステリが読みたい!」（早川書房）、「週刊文春ミステリーベスト10」（文藝春秋）、「このミステリーがすごい!」（宝島社）において国内部門1位となり、史上初のミステリーランキング3冠に輝いた。2014年12月現在、17刷・10万500部の売り上げを記録している。
「夜警」「万灯」「満願」の3編がNHK総合テレビでミステリースペシャルとして2018年8月にテレビドラマ化された。

## あらすじ
夜警
川藤浩巡査の葬儀が終わった後、柳岡巡査部長は振り返る。あいつは警官に向かない男だったと。川藤はすぐに拳銃を抜こうとする癖があった。また、失敗を小細工でごまかそうとする男だった。その川藤が殉職したのは、夫が刃物を振り回しているとの女性からの通報を受けて出動した事件であった。短刀を向けて突っ込んでくる男に川藤は何発も発砲した。しかし、男は止まらず川藤は首を切られた。血を吹き出しながらもしばらくは生きていた川藤は、最後に「こんなはずじゃなかった。うまくいったのに。」とつぶやいて死んだ。川藤の兄は、あの日弟から「とんでもないことになった」とメールがあり、そういうときはろくでもないときだと言い、「あいつが勇敢に死んでいったなんて思わない。あいつは駄目な男だった。」と言い切る。そして事件の真実の姿が浮かび上がる。
死人宿
2年前に失踪した佐和子が、栃木の山奥にある温泉宿で仲居として働いていることを知った私は、宿に車で向かう。大学で事務員として働いていた佐和子から、上司と反りが合わないと何度も相談された私は、一般的な講釈を繰り返して彼女をなだめるばかりであった。しかし、佐和子の失踪後、事務員たちが上司を相手に訴訟を起こしたことを知った私は、佐和子の助けを求める声に気付いてやれず、説教をしただけだったことを後悔していた。そして、2年ぶりに会った佐和子は、この宿が自殺の名所として知られていることを説明し、温泉の脱衣所に置き忘れられていた遺書を私に渡し、3人の宿泊客のうち誰が書いた遺書なのか突き止めるよう私に依頼する。佐和子の信頼を取り戻すために奔走する私は、ギリギリのところで遺書を書いた人物を突き止める。しかし、それで終わりではなかった。
柘榴
美人のさおりは、妙に異性を魅了し誰もが彼を好きにならずにいられない不思議な魅力を持つ佐原成海と、大学のゼミで出会い婚約する。母も成海の魅力に感じ入り結婚に賛成する。父は「あれはだめだ」と言い放つが、妊娠することで強引に結婚に結びつけた。そして、2人の娘、夕子と月子はともに母の美貌を受け継いで美しく育った。しかし、父は正しかった。成海はまともに働くことができない、だめな男だったのだ。夕子が高校受験を控えた年、さおりは離婚を決意し成海も同意するが、娘たちの親権を欲した。娘たちと暮らして育ててきたのはさおりであり、また母親側によほどの問題がなければ通常は母親が勝つので、裁判の結果は分かりきったことであるはずだった。しかし、言い渡された判決と裁判官の説明に、さおりは衝撃を受ける。
万灯
商社に入社して以来、仕事一筋に生きてきた伊丹は、開発室長としてバングラデシュで天然ガス資源の開発に挑んでいた。ダカの支社と開発目標の北東部低地帯との間に、ヒトとモノと情報を集める集積拠点として、ボイシャク村に目を付けた伊丹だが、村に拠点を置く交渉が難渋していた。マタボールと呼ばれる村の長老の1人で指導者のアラムは、資源は将来のバングラデシュ人民のもので、それを他国に譲る意志がないためであった。しかし、開発による村への恩恵を期待する他のマタボールたちはアラムを排除するため、伊丹とライバル社の森下に交渉条件としてアラムの殺害を持ちかける。
関守
都市伝説のムックの記事を依頼されたライターの俺は、先輩ライターに「死を呼ぶ峠」のネタを提供してもらう。それは伊豆半島の先端にある豆南町に行くには必ず通らなくてはいけない桂谷峠のことで、そこのカーブでは4年で4件、死者5人の車の事故が起きていた。俺は、桂谷峠のネタはホンモノのような気がする、気をつけろという先輩の忠告を聞き流して、桂谷峠までの道中にあるドライブインで、店主のばあさんに取材をする。ばあさんは4件の死亡事故をすべて記憶していた。話の途中、たばこを吸うためにいったん店の外に出た俺は、脇にあったお堂の中の古い石仏に目を止める。休憩後、ばあさんからこれらの事故を記事にするのかを聞かれたときから、状況が一転する。
満願
弁護士の藤井は学生時代、司法試験の勉強に苦しんでいたときに、下宿していた畳屋の鵜藤重治の妻・妙子に達磨市に連れて行ってもらった思い出がある。供養所に次から次へと持ち込まれる満願が叶って両目が入れられた達磨を見て、これほど多くの願いが叶うのなら自分にも道がないはずがないと開き直り、藤井と妙子は1つずつ小振りな達磨を買った。そして、藤井は在学中に司法試験に合格した。その4年後、妙子は夫・重治の借金返済を迫る貸金業の社員・矢場英司を殺害した。藤井は妙子の正当防衛を主張したが、第一審では懲役8年の実刑判決が下された。妙子の刑が少しでも軽くなるよう第二審の準備を進めていた藤井だったが、重治の病死を聞いた妙子が控訴を取り下げたため、一審の刑が確定してしまった。そして8年後、刑期を終えて出所した妙子が事務所に来るまでの間、藤井は事件を振り返っていた。なぜ、妙子は控訴を取り下げたのか。あれは本当に正当防衛だったのか。

## 書誌情報
- 満願（2014年3月20日、新潮社、ISBN 978-4-10-301474-4）
- 満願（2017年8月1日、新潮文庫、ISBN 978-4-10-128784-3）

### 初出一覧
- 夜警（「一続きの音」を改題） - 初出：『小説新潮』2012年5月号
- 死人宿 - 初出：『小説すばる』2011年1月号
- 柘榴 - 初出：『小説新潮』2010年9月号
- 万灯 - 初出：『小説新潮』2011年5月号
- 関守 - 初出：『小説新潮』2013年5月号
- 満願 - 初出：『Story Sellar Vol.3』2010 spring、『小説新潮』2010年5月特別号

## 受賞・ランキング
- 第27回 山本周五郎賞（新潮社）受賞[5][注 2]
- 第151回 直木三十五賞（文藝春秋）候補[注 3]
- ミステリが読みたい! 2015年版 国内編（早川書房）1位
- 週刊文春ミステリーベスト10 2014 国内部門（文藝春秋）1位[注 4]
- このミステリーがすごい! 2015年版 国内編（宝島社）1位[注 5]
- 本格ミステリ・ベスト10 2015年版 国内部門（原書房）2位
- 第12回 本屋大賞（NPO法人 本屋大賞実行委員会）7位[6]

## テレビドラマ
ミステリースペシャル『満願』と題して「万灯」「夜警」「満願」の3編をテレビドラマ化し、NHK総合にて2018年8月14日から8月16日まで3夜連続で放送された。

### キャスト
第1夜「万灯」
- 伊丹修平 - 西島秀俊
- 森下聖司 - 近藤公園
- 高野譲 - 窪塚俊介
- 斎藤始 - 駒木根隆介
- 木田涼一 - モロ師岡

第2夜「夜警」
- 柳岡潔 - 安田顕
- 川藤浩志 - 馬場徹
- 川藤隆博 - 吉沢悠
- 田原勝 - 川瀬陽太
- 田原美代子 - 内田慈
- 梶井学 - 村上新悟
- 大貫勇太郎（署長） - おかやまはじめ
- 松永大輔
- 監察官 - 伊東洋三郎
- 柳岡の上司 - 山本亨
- 奥野瑛太
- 芹澤興人
- 拳銃担当 - 小林正寛

最終夜「満願」
- 藤井 - 高良健吾
- 鵜川妙子 - 市川実日子
- 鵜川重治 - 寺島進
- 矢場英司 - 井上肇
- 高松頼子 - 渡辺真起子
- 富樫晃 - 野中隆光
- 弁護士 - あがた森魚

### スタッフ
- 原作 - 米澤穂信『満願』
- 音楽 - 神前暁（第1夜、第2夜）、ジム・オルーク（最終夜）
- 脚本 - 大石哲也（第1夜、第2夜）、熊切和嘉（最終夜）
- 制作統括 - 出水有三（NHK）、仲野尚之（日テレアックスオン）
- プロデューサー - 益岡正志
- 演出 - 萩生田宏治（第1夜）、榊英雄（第2夜）、熊切和嘉（最終夜）
- 制作・著作 - NHK、AXON

### 放送日程
| 放送回 | 放送日  | サブタイトル | 原作 | 脚本     | 演出       |
| ------ | ------- | ------------ | ---- | -------- | ---------- |
| 第1夜  | 8月14日 | 万灯         | 万灯 | 大石哲也 | 萩生田宏治 |
| 第2夜  | 8月15日 | 夜警         | 夜警 | 大石哲也 | 榊英雄     |
| 最終夜 | 8月16日 | 満願         | 満願 | 熊切和嘉 | 熊切和嘉   |

### 受賞歴
- 第35回ATP賞テレビグランプリ ドラマ部門 優秀賞[8]
- 東京ドラマアウォード2019 単発ドラマ部門 優秀賞[9][10]